# Баба Марта
Баба Марта (митолошко значење) је појам настао као персонификација мјесец марта, његове варљиве природе и непредвидивих метеоролошких прилика. „Баба Марта“ гарантује невријеме и када му није вријеме. Бабу Марту се среће код готово свих словенских народа.
За „Бабу Марту“ карактеристичне су и „Бабине хуке“ (Бабини укови). То је период краја марта и почетка априла када изненада и мимо реда задувају студени вјетрови (хуке) и запада сусњежица која прави „лапавицу“ — течно блато са снијегом по тлу.

## Поријекло ријечи
Име Бабе Марте настало је по мјесецу марту, односно римском богу рата Марсу. Оштра је и окрутна по њему, а топла и раздрагана по прољећу кога најављује.

## Митолошка прошлост
Легенда каже да се она први пут разгњевила када јој је римски краљ Нума Помпилије одузео мјесто прве даме у календару, додавши испред ње још два мјесеца. Од тада је, та увријеђена старица, постала врло ћудљива. Час се у њој буди ратни дух бога Марса, па се тако свети шаљући на земљу хладноћу, час својим топлим осмјехом доноси прољећну радост. Према народном вјеровању, Баба Марта је оличење прољећа, поновног рађања, нових замисли и неопходности склада у природи и животу људи. Кад тога нема, она на земљу пошаље снијег да опомене људе како треба да припазе на понашање.